# Auréole (religion)
Pour les articles homonymes, voir Auréole et Halo.

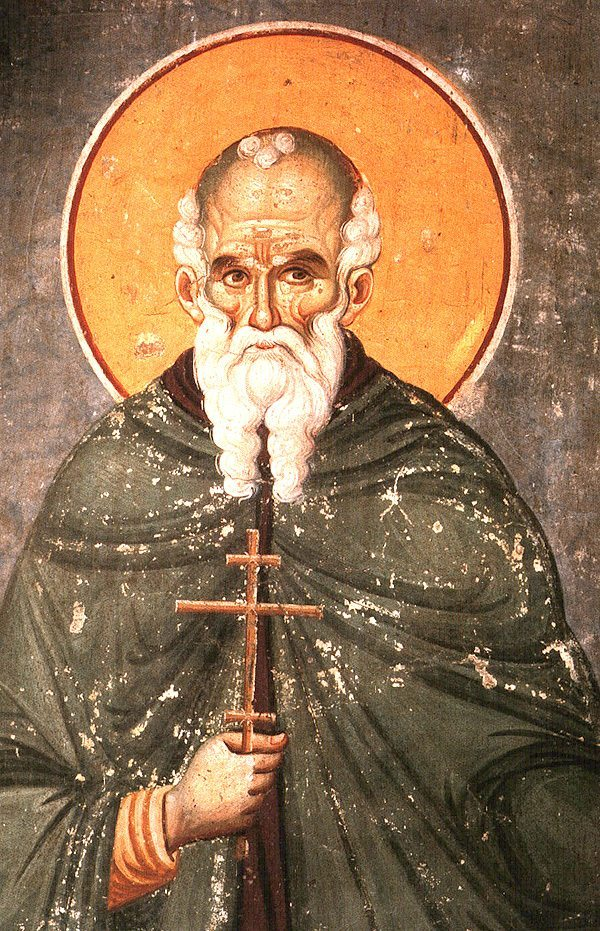
Auréole entourant la tête d'Athanase l'Athonite.

Une auréole (aussi nommée halo ou aura) est un anneau ou un disque de lumière disposé derrière ou au-dessus de la tête d'un personnage.

## Iconographie religieuse
L'auréole est souvent utilisée en religion pour indiquer la sainteté et est représentée par une lueur jaune, dorée ou argentée, placée autour de la tête. Elle se distingue du nimbe qui est placé autour de la tête des personnages sacrés et de la gloire qui est composée de lumière rayonnante.
À l'origine, comme le prouvent les plus anciennes représentations picturales, l'auréole était bel et bien un disque et non un anneau, évoquant ainsi le disque solaire Rê de l'Égypte ancienne qui figurait notamment au-dessus de la tête d'Horus ou d'Hator, personnages divins, ou celui du dieu grec Hélios. Sous l'Empire romain, cette aura prend la forme d'un cercle parfait, notamment sur les représentations d'empereurs divinisés.
Dans certaines représentations religieuses, elle peut être de forme carrée. Le carré était destiné aux représentations de personnes encore vivantes alors que le cercle était destiné aux personnes mortes (art byzantin). Quand le corps est représenté nimbé ou auréolé, on est alors très proche de l'utilisation de la mandorle. L'auréole est l'expression de la lumière solaire et par extension de la lumière spirituelle et de son rayonnement. L'auréole est centrée sur la tête du personnage représenté. L'auréole ou le nimbe expriment le caractère sacré ou l'aura de la personne représentée.
On retrouve cette utilisation conventionnelle dans plusieurs religions, notamment dans le christianisme, dans le bouddhisme et l'islam (miniatures perses). Son utilisation existe déjà pendant l'empire romain (représentation des dieux et des empereurs).
La chose existe aussi dans d'autres cultures et religions. Elle symbolise souvent une association du dieu au Soleil, c'est le cas par exemple du mithraïsme. On la retrouve aussi dans l'iconographie bouddhiste, depuis le symbole du Byakugō associé au Bouddha historique, à Amida Nyōrai, bouddha messianique nimbé de gloire. En langue japonaise, l'auréole se nomme 光背 (kōhai) et apparaît sous diverses formes dans l'iconographie : un cercle de lumière dorée entourant Sōgyō Hachiman Dai-Bosatsu, des flammes auréolant Fudō Myō'ō, sur les quatre Rois Deva (Shitenō), etc. Dans le bouddhisme chinois, l'auréole est plus particulièrement associée à la Gloire, un phénomène optique.

### Religion catholique
En Occident, si à l'origine l’auréole est un cercle ou un disque parfait centré sur le visage ou la tête, à la pré-Renaissance, il devient un petit disque planant au-dessus de la tête. Il est alors représenté par les primitifs italiens en perspective afin de donner une réalité palpable à un concept ou convention de représentation du caractère sacré. Puis suivant les vicissitudes de l'histoire artistique, l’auréole devient un halo lumineux, une flamme, une étoile.
| Disque orné par Carlo Crivelli, anneau en perspective pour saint Dominique, disques en perspective par Masaccio. |  | Disque orné par Carlo Crivelli, anneau en perspective pour saint Dominique, disques en perspective par Masaccio. |  | Disque orné par Carlo Crivelli, anneau en perspective pour saint Dominique, disques en perspective par Masaccio. |
| Disque orné par Carlo Crivelli, anneau en perspective pour saint Dominique, disques en perspective par Masaccio. |  | |  | |

## Hallucination physiologique

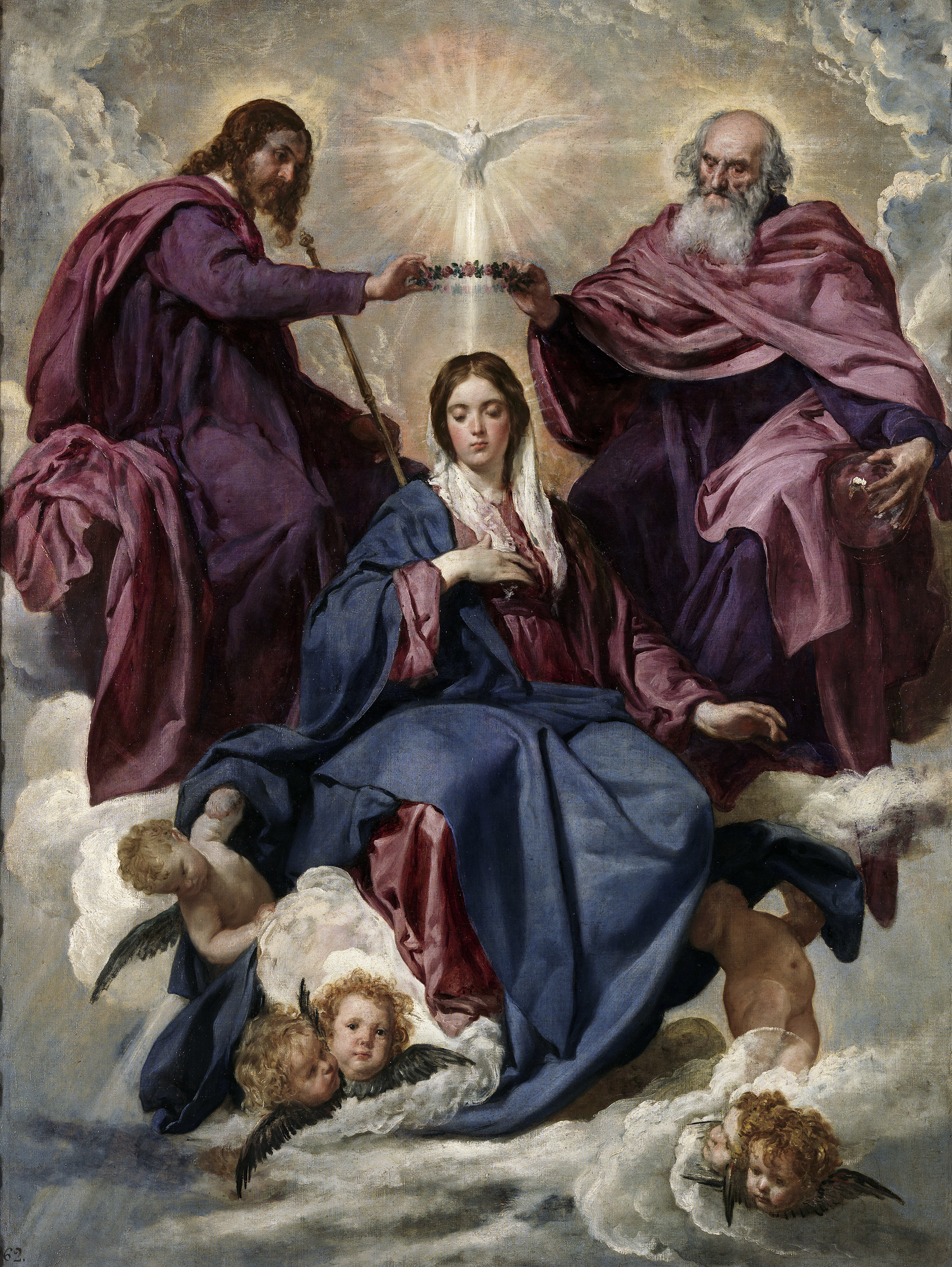
Nimbes flamboyants par Diego Vélasquez :
Le Couronnement de la Vierge.

Selon le médecin Bernard Auriol, ces représentations auraient leur pendant réel via un « phénomène psycho-physiologique » résultant de la dévotion. Ainsi, certaines émotions (admiration, désir, amour, etc.) et certaines modifications de « l'état de conscience » (états d'éveil paradoxal) engendrent une dilatation pupillaire. Lorsque la personne, pleine d'admiration, regarde l'objet de cette admiration, ses pupilles se dilatent et rendent flou le contour de l'objet observé. Il est entouré d'un halo lié à ce phénomène perceptif. C'est ce phénomène qui est à l'origine de l'usage de la belladone chez les belles italiennes : la mydriase engendrée par cette plante, en agrandissant leurs pupilles, donnait à leur regard l'aspect fascinant du désir ou de l'admiration. L'homme regardé avait ainsi l'impression non consciente d'être apprécié par cette femme qui devenait dès lors elle-même très séduisante.